# Streitkräfte Abchasiens

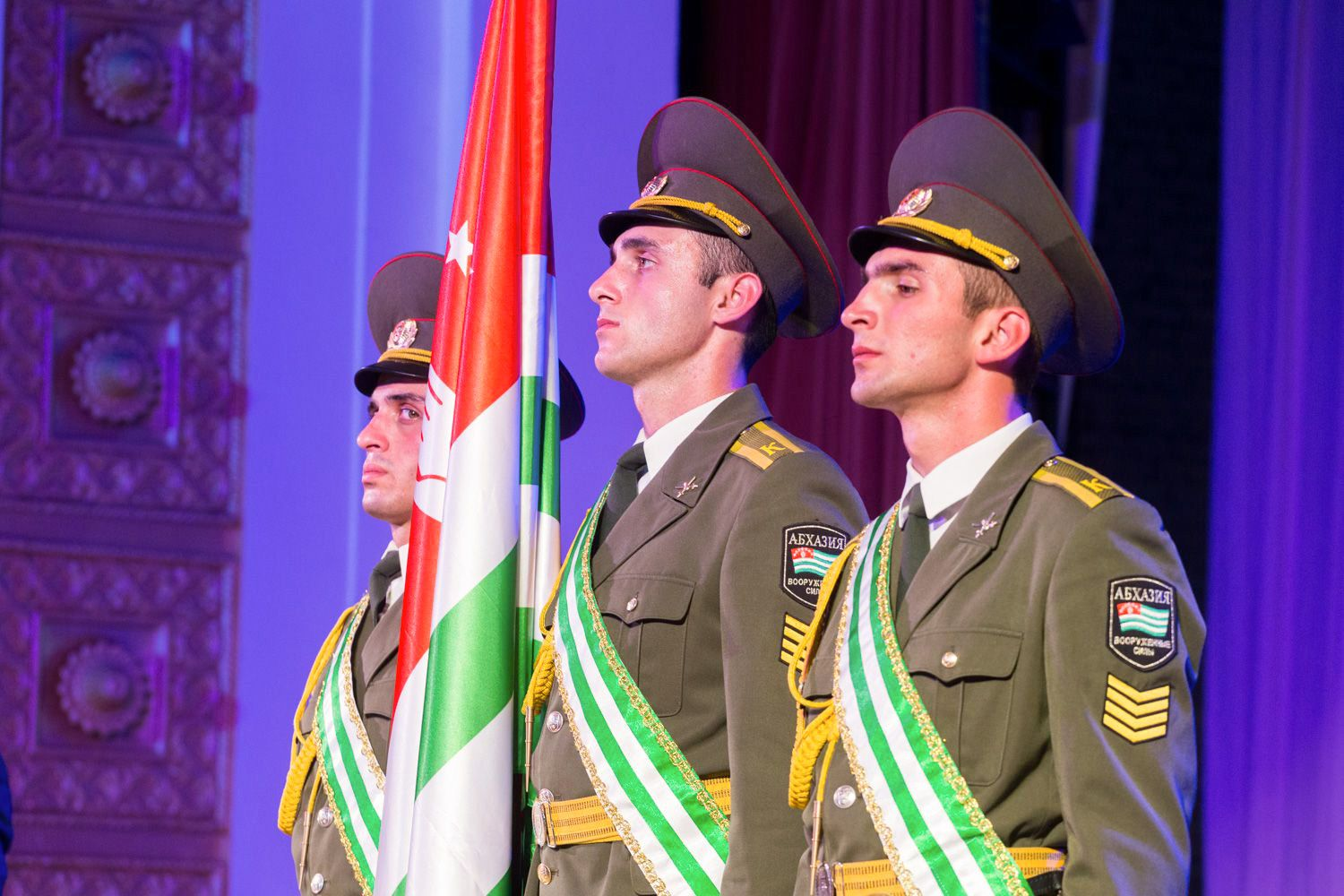
Ehrengarde der abchasischen Militärakademie

Die Streitkräfte Abchasiens bilden das Militär der international nicht anerkannten Republik Abchasien.

## Geschichte und Gliederung
Die Streitkräfte Abchasiens wurden am 12. Oktober 1992 im Zusammenhang mit dem Ausbruch des abchasischen Sezessionskrieges gegründet. Der Großteil der Streitkräfte rekrutierte sich zu Beginn aus der Abchasischen Nationalgarde.
Sie gliedern sich in Heer, Luftwaffe und Marine. Die Stärke der Truppe beträgt etwa 3000 bis 5000 Soldaten.
In Abchasien gibt es die folgenden Militärbezirke:
- Westlicher Militärbezirk (Pizunda)
- Zentraler Militärbezirk (Sochumi)
- Östlicher Militärbezirk (Otschamtschire)

## Teilstreitkräfte

### Heer
Das Heer gliedert sich in drei Motorisierte Infanteriebrigaden und ein Artillerieregiment.
Es verfügt über 9 T-72-Kampfpanzer, 53 T-55-Kampfpanzer, 25 BMP-2-Schützenpanzer, 11 BRDM-2-Spähpanzer, 7 BM-21-Mehrfachraketenwerfer, 6 ZSU-23-4-Flugabwehrpanzer und über 9K37 Buk-Boden-Luft-Raketensysteme sowie über 116 gepanzerte Fahrzeuge. Es sind insgesamt 90 Haubitzen der Typen 122 mm D-30 sowie 85 mm D-44 im Bestand. Es verfügt über insgesamt 42 Mörser der Kaliber 120 mm sowie 82 mm sowie über eine unbekannte Anzahl an KSM-65 100 mm-Küstengeschützen. An Handwaffen sind im Einsatz: RPG-18, RPG-7, PK, RPK, AS Val, AK-74, AKM, AK-47, Dragunow-Scharfschützengewehr, Makarow-Pistole, F-1-Handgranate und RGD-5-Handgranate.

### Luftwaffe
Die Luftwaffe mit 250 Angehörigen verfügt über sechs Su-27-Jagdflugzeuge, drei Su-25-Erdkampfflugzeuge, ein MiG-21-Jagdflugzeug, fünf L-39-Schulflugzeuge, ein Jakolew Jak-52-Schulfluzeug, zwei An-12-Transportflugzeuge, 17 Mi-24-Kampfhubschrauber,2 Mi-2-Mehrzweckhubschrauber,3 Mi-35-Kampfhubschrauber und vier Mi-8-Transporthubschrauber.

### Marine
Die Marine verfügt über drei Patrouillenboote, eine Marineinfanterie mit etwa 400 Soldaten, eine Spezialeinheit namens Nachtengel sowie Kampftaucher und ist in Sochumi, Otschamtschire und Pizunda stationiert.

## Verbündete und Gegner

### Russische Verbände in Abchasien
Die Russische Armee hat in Gudauta mit der 131. MotSchützenbrigade 41 T-90-Kampfpanzer und 130 BTR-80-Schützenpanzer stationiert. Sie ist der russischen 49. Armee unterstellt.

### Gegnerische Verbände
Bis Anfang der 2000er Jahre gab es die Weiße Legion und die Waldbruderschaft mit 200 bis 300 Angehörigen im Rajon Gal. Sie hatten das Ziel, Abchasien zu destabilisieren und den Wiederanschluss an Georgien zu vollziehen.

## Belege
1. ↑  Helge Blakkisrud, Nino Kemoklidze, Tamta Gelashvili, Pål Kolstø: Navigating de facto statehood: trade, trust, and agency in Abkhazia’s external economic relations. In: Eurasian Geography and Economics. Jg. 62 (2021), Nr. 3, S. 347–371 (hier: S. 356), doi:10.1080/15387216.2020.1861957